# Мак-Генри, Джеймс
Джеймс МакГе́нри (англ. James McHenry; 1753—1816) — американский государственный деятель, третий военный министр США.
Родился в Ирландии. Переехал в Америку в 1771 году, в следующем году уговорил переехать туда же свою семью. Изучал поэзию и медицину, во время Войны за независимость работал хирургом. В 1781 году оставил военную службу и был избран в сенат Мэриленда. Избирался также в Континентальный конгресс. Оставлял Филадельфийский конвент из-за болезни родственников, поэтому отсутствовал на всех заседаниях в июне и июле. После конвента был конгрессменом в штате Мэриленд и военным министром в 1796—1800 годах. После отставки в 1800 году посвятил себя преимущественно литературной деятельности.

## Ранняя жизнь и образование
МакГенри родился в 1753 году в пресвитерианской шотландско-ирландской семье в Баллимене, графство Антрим, Ирландия. Семья Джеймса, обеспокоенная тем, что он заболел из-за чрезмерной учебы, в 1771 году отправила его в Северную Америку для восстановления сил.
По прибытии МакГенри жил с другом семьи в Филадельфии, прежде чем закончил подготовительное образование в Академии Ньюарка. После этого он вернулся в город, где учился у Бенджамина Раша и стал врачом.

## Политическая карьера
Джеймс МакГенри был избран законодательным собранием в Сенат Мэриленда 17 сентября 1781 года и делегатом Конгресса 2 декабря 1784 года. В 1787 году он был делегатом Мэриленда на Конституционном съезде, который разработал проект Конституции Соединенных Штатов. После неоднозначной кампании Джеймс был избран в палату делегатов Мэриленда 10 октября 1788 года.
Через Два года он ушёл из общественной жизни и в течение нескольких месяцев активно занимался торговлей. 15 ноября 1791 года Мак-Генри принял второй срок в сенате Мэриленда и прослужил пять лет.
Во время второго президентского срока Вашингтона (1793—1797 гг.) политические события создали ряд вакансий на определённое место в жизни управления государством. После того, как несколько других кандидатов отказались от должности, Вашингтон назначил МакГенри военным министром в 1796 году и сразу же поручил ему облегчить переход западных военных постов из-под контроля Великобритании в США в соответствии с условиями Договор Джея.
МакГенри предложил комитету Сената не сокращать вооруженные силы. Он сыграл важную роль в реорганизации армии Соединенных Штатов на четыре пехотных полка, отряд драгунов и батарею артиллерии. Ему приписывают создание военно-морского министерства США на основании его рекомендации о том, что «военному министерству должен помогать морской комиссар» 8 марта 1798 г.
Во время правления президента Джона Адамса (1797–1801) МакГенри продолжал работать военным министром, поскольку Адамс решил сохранить в неприкосновенности вновь созданный институт президентского кабинета. Однако Джон Адамс обнаружил, что три члена кабинета неоднократно выступали против него: МакГенри, госсекретарь Тимоти Пикеринг и министр финансов Оливер Уолкотт-младший. Похоже, они больше слушали Александра Гамильтона, чем президента, и публично не соглашались с Адамсом по поводу его внешней политики, особенно в отношении Франции. Вместо того, чтобы уйти в отставку, они остались в должности, чтобы работать против его официальной политики. Неизвестно, знал ли Адамс, что они были нелояльны. Хотя МакГенри лично нравился многим, Вашингтон, Гамильтон и Уолкотт, как говорят, жаловались на его некомпетентность в качестве администратора.

## Медицинская карьера
МакГенри был опытным врачом во время войны за независимость США. 10 августа 1776 года он был назначен хирургом Пятого Пенсильванского дислоцированного батальона, в форте Вашингтон (Нью-Йорк). Джеймс был взят в плен в ноябре следующего года, когда форт захватил сэр Уильям Хау. Находясь под стражей в Великобритании, он заметил, что заключённым оказывалась очень плохая медицинская помощь, и инициировал соответствующие отчёты, но безрезультатно.
Он был условно-досрочно освобожден в январе 1777 года. Произведя достаточно впечатление на Джорджа Вашингтона, МакГенри был назначен помощником  главнокомандующего в мае 1779 года. Джеймс также присутствовал в битве при Монмуте. В августе 1780 года он был переведён в штаб Лафайета, где оставался до выхода в отставку из армии осенью 1781 года.

## Более поздняя жизнь

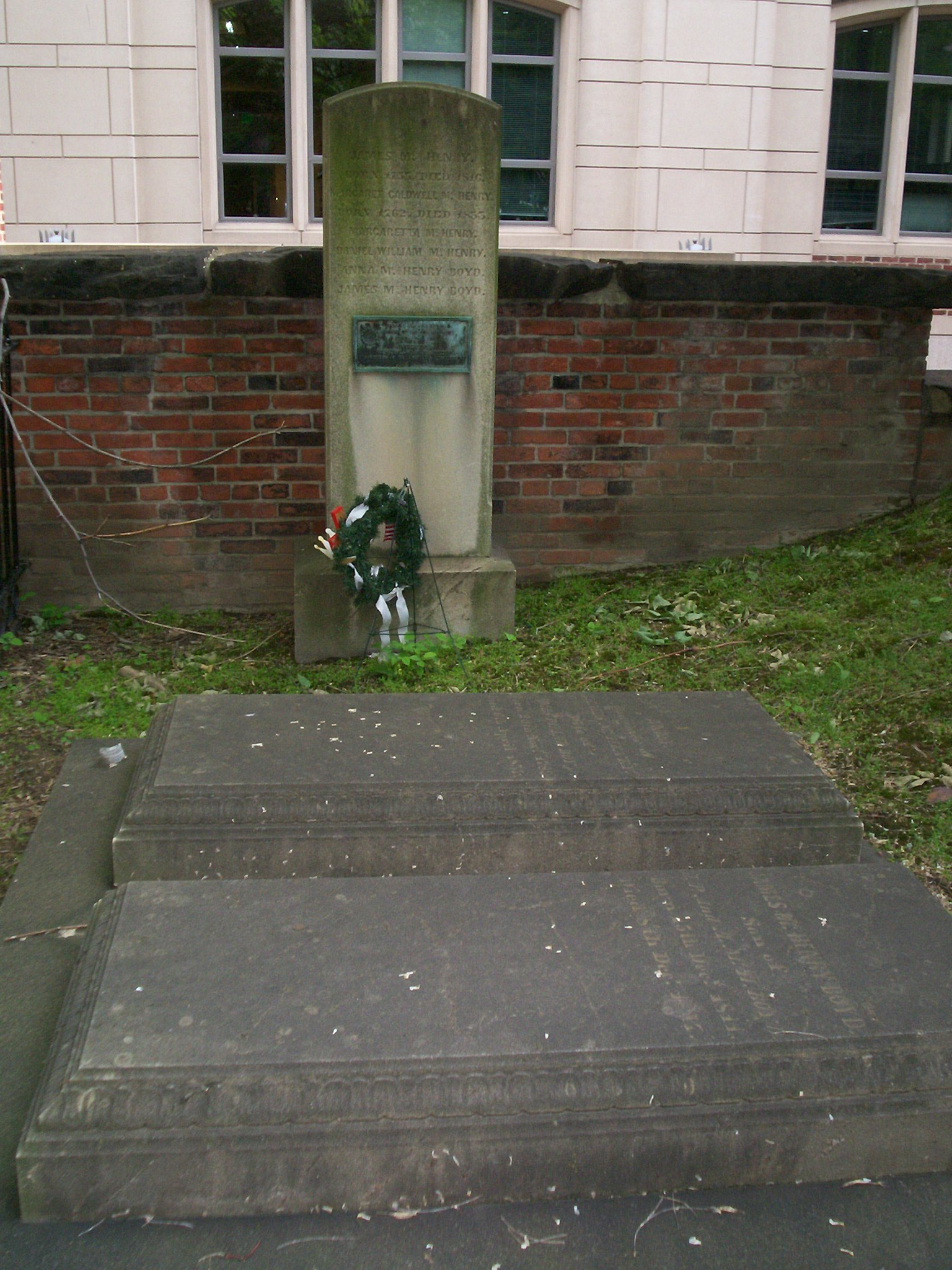
Могила Джеймса МакГенри в Балтиморе

В 1792 году МакГенри приобрел участок площадью 95 акров у Риджлис Делайт и назвал его «Файетвиль» в честь своего друга маркиза де Лафайета;
Джеймс провел там свои оставшиеся годы. В течение этого времени МакГенри продолжал вести частую переписку со своими друзьями и соратниками, в частности с Тимоти Пикерингом и Бенджамином Талмэджем, с которыми он поддерживал федералистские идеалы и обменивался результатами войны 1812 года.
Приступ паралича в 1814 году оставил его с сильной болью и полной потерей возможности передвигаться так, как раньше. МакГенри умер два года спустя после болезни. После смерти любимого мужа, миссис МакГенри написала:
Здесь мы подходим к концу жизни учтивого, возвышенного, энергичного, христианского джентльмена. Он не был великим человеком, но участвовал в великих событиях, и великие личности любили его, в то время как все люди ценили его доброту и чистоту души. Его самые высокие титулы в память о том, что он был верен каждому долгу и что он был близким и верным другом Лафайета, Гамильтона и Вашингтона.